# Mierniki
Mierniki es un pueblo de Polonia, en Mazovia. Según el censo de 2011, tiene una población de 96 habitantes.
Está ubicado en el distrito (gmina) de Gołymin-Ośrodek, perteneciente al condado (powiat) de Ciechanów. Se encuentra aproximadamente a 7 km al norte de Gołymin-Ośrodek, 16 km al este de Ciechanów, y a 73 km  al norte de Varsovia. 
Entre 1975 y 1998 perteneció al voivodato de Ciechanów.